# Krateros
Krateros († 321 př. n. l.) byl makedonský vojevůdce Alexandra Velikého. Po jeho smrti, v roce 323 př. n. l., bojoval ve válkách diadochů proti správci říše – Perdikkovi. Požíval značné popularity mezi řadovými makedonskými vojáky.
Krateros byl synem makedonského šlechtice jménem Alexandr. Od roku 334 př. n. l. doprovázel makedonského krále Alexandra III., kterého později Římané nazvali Velikým, během celého jeho tažení na východ proti perské říši. V bitvě u Issu v roce 333 př. n. l. měl na starosti pěchotu na levém křídle makedonského vojska. Mnohokrát osobně velel makedonským vojákům v samostatných akcích, jako například v Hyrkánii nebo při dobývání Baktrie a Sogdiany v boji proti Spitamenovi (328 př. n. l.). O rok později mu v bitvě u řeky Hydaspes v Indii podléhal makedonský zadní voj, který byl umístěn na pravém břehu. Jeho muži překročili řeku v závěrečné fázi boje.
Velel části Alexandrova vojska ustupujícího z Indie Arachosií. Po návratu do Persie se stejně jako ostatní makedonští šlechtici zúčastnil hromadné svatby v Súsách, kde byl oženěn s princeznou Amastris, neteří Dareia III. V roce 323 př. n. l. byl Krateros Alexandrem pověřen odvedením 11 500 makedonských veteránů zpět do jejich vlasti, kde měl poté nahradit Antipatra ve funkci správce evropské části říše. Zatímco však v Kilíkii budoval loďstvo k přepravě armády, zastihla ho zde správa o Alexandrově nečekaném úmrtí v Babylóně.
Podle antických řeckých pramenů měl prý Alexandr předat Perdikkovi svůj pečetní prsten se slovy, že dává svoji říši kratistôi – „nejsilnějšímu“. Někteří historikové však spekulují o tom, že ve skutečnosti chtěl Alexandr vyjádřit, že dává svoje království „Kraterovi“. Kvůli své nepřítomnosti měl Krateros, jenž v posledních letech Alexandrova života vyčníval nad ostatní makedonské generály jako mimořádně schopný vojevůdce, jen malý vliv na následném uspořádání nástupnictví a správy Alexandrovy říše. Obdržel spíše čestný titul „správce královských záležitostí“ (prostates tes basileias).
V roce 322 př. n. l. se Krateros vrátil podle původního plánu do Makedonie a díky svému vítězství nad Athéňany v bitvě u Krannónu se rozhodující měrou podílel na Antipatrově úspěchu proti Řekům v lamijské válce. Poté se oženil s Antipatrovou dcerou a v následujícím roce vstoupil společně se svým tchánem do aliance s Antigonem Jednookým a mocným satrapou Egypta, Ptolemaiem, proti Perdikkovi. Ten byl po Alexandrově smrti ustaven regentem říše a zřejmě usiloval stát se i jeho nástupcem. Třebaže Perdikkás byl zavražděn během své invaze do Egypta v roce 321 př. n. l., Krateros podlehl někdy v tutéž dobu v Malé Asii (kdesi poblíž Helléspontu) Perdikkovovu spojenci, Eumenu z Kardie. Kromě samotné bitvy ztratil také vlastní život, když přes něho přepadl jeho prchající kůň.